# アントネッラ・デルコーレ
アントネッラ・デルコーレ（Antonella Del Core, 1980年11月5日 - ）は、イタリアの元女子バレーボール選手。

## 来歴
2004年にイタリア代表に初選出される。同年のワールドグランプリで銀メダルを獲得。同年8月のアテネ五輪に出場した。2005年に日本で行われたワールドグランプリにて主将を務めた。2006年にはリベロとして国際試合に出場していた。
2007年ヨーロッパ選手権で初優勝を果たした。同年11月のワールドカップで攻守にチームを牽引し金メダルを獲得した。
2009年に再び代表に復帰し、ヨーロッパ選手権、グラチャンの2大会で優勝した。2010年のワールドグランプリ、2010年バレーボール女子世界選手権に出場した。2011年のワールドカップはチームに安定感をもたらす働きで2連覇に大きく貢献した。2012年ロンドンオリンピックに出場した。
2013-14シーズンよりロシアリーグの強豪ディナモ・カザンに所属し、欧州チャンピオンズリーグでは優勝へ導き、自身もベストサーバー賞を受賞した。
2014年に代表復帰すると、同年10の世界選手権に出場し、4位となった。2015年からは代表の主将を務め、2016年8月のリオ五輪に出場した。

## 球歴
- オリンピック　2004年（5位）、2012年（5位）、2016年（9位）
- 世界選手権　2010年（5位）、2014年（4位）
- ワールドカップ  2007年（優勝）、2011年（優勝）
- ワールドグランドチャンピオンズカップ  2009年（優勝）
- ワールドグランプリ  2004年（2位）、2005年（2位）、2006年（3位）、2007年（3位）、2008年（3位）、2010年（3位）、2011年（7位）

## 受賞歴
- 2010年 欧州チャンピオンズリーグ　ベストレシーバー賞
- 2014年 欧州チャンピオンズリーグ　ベストサーバー賞

## 所属クラブ
- Ain Napoli（2000-2001年）
- スカボリーニ・ペーザロ（2001-2006年）
- ペルージャ（2006-2008年）
- ベルガモ（2008-2010年）
- エジザージュバシュ・ヴィトラ（2010-2011年）
- Fakel Novy Ourengoï（2011-2012年）
- ザレチエ・オジンツォボ（2012-2013年）
- ディナモ・カザン（2013-2016年）